# Distrianthes
Distrianthes é um género botânico pertencente à família Loranthaceae.